# 김성희 (모델)
김성희 (1986년 8월 20일 ~)는 대한민국의 모델이다. 소속사는 에스팀이다.

## 생애
김성희 1986년 8월 20일 태어나 계원예술고등학교와 한양대학교 재학 중 발레를 전공했다고 한다. 모델 일을 시작하게 된 계기는 모델 선발 프로그램 '아이엠어모델'에 후배가 참가신청서를 제출해 출연하게 된 것이라고 한다. 이후 프로그램에서 파이널까지 올라가게 되었고, 에스팀과 계약을 하며 모델 활동을 시작했다.
톱 모델의 자리에 오르기 전까지는 국내보다 해외 시장에서 더 큰 성과를 냈었다. 본인이 직접 인터뷰에서 밝히길 해외 진출 이전까지는 국내에서 주목 받는 모델이 아니었다고 하며, 마지막으로 모델이라는 직업을 26살까지만 해보고 그만두려던 찰나 해외에서 스카우터가 방문해 오디션을 보게 되었다고 한다. 이를 계기로 해외 활동을 시작할 기회가 생겨 뉴욕으로 떠나게 되었다.
2010년대 초중반 수주, 박지혜와 함께 해외 패션시장에서 한국을 대표한 모델이다. 스티븐 마이젤이 촬영한 미우미우 2013 리조트 광고에 동양인 최초로 등장하며 미우치아 프라다의 눈에 들었고, 2013년 봄 여름 시즌 프라다의 광고에도 출연하게 됐다. 마찬가지로 스티븐 마이젤이 촬영한 이 광고에서 김성희는 동양인 최초 프라다 광고 모델이라는 타이틀을 획득했다.[1] 이 외에 베네통과 세포라의 광고모델로 활동했으며, 제레미 스캇, 안나 수이, 로베르토 까발리, 에트로, 버버리 프로섬, 겐조, 드리스 반 노튼, 에르메스 등의 패션쇼 모델로 활약했다.

## 학력
- 계원예술고등학교 무용과 (졸업)
- 한양대학교 무용학과 (졸업)

## 방송
- 2007년 MNet 《I AM A MODEL Season 3》
- 2007년 O'live 《Get it' beauty》
- 2008년 On Style 《Style Hot》
- 2009년 On Style 《Project Runway Korea》

## 뮤직비디오
- 동방신기 - 주문(Mirotic) (2008년)
- 김동률 - 다시 시작해 보자 (2008년)

## CF
- Anycall
- SK 기업광고
- That’s Y
- 17茶